# Starburst

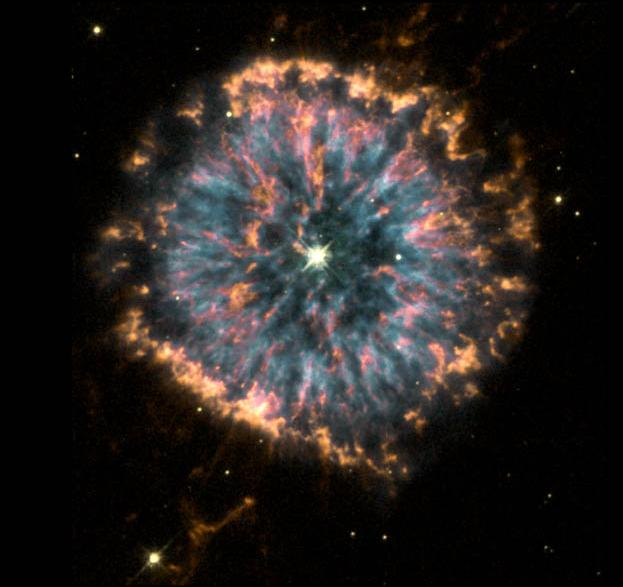
Explosió estel·lar

En astronomia, starburst (literalment esclat d'estrelles) és un terme genèric per descriure una regió de l'espai amb una taxa de formació estel·lar anormalment alta.
Per exemple, un cúmul obert molt jove pot tenir una alta taxa de formació estel·lar en el seu nucli, però aquest fet és normal per a aquest tipus d'objectes. No obstant això, una galàxia sencera amb la mateixa taxa de formació estel·lar podria ser considerada com una starburst.
El centre de la Via Làctia s'espera que comenci un període d'starburst en aproximadament 200 milions d'anys, amb una formació ràpida d'estrelles que arribarien a supernoves cent vegades més ràpidament que la taxa normal. L'starburst pot també estar acompanyat per la formació de jets galàctics, ja que la matèria cauria en el forat negre central.